# Liste des épisodes des Pierrafeu
 (février 2025).
Si vous disposez d'ouvrages ou d'articles de référence ou si vous connaissez des sites web de qualité traitant du thème abordé ici, merci de compléter l'article en donnant les références utiles à sa vérifiabilité et en les liant à la section « Notes et références ».

Cette page recense la liste des épisodes de la série télévisée d'animation Les Pierrafeu.

## Première saison (1960-1961)
1. La Machine volante (The Flintstone Flyer)
2. La Disparition (Hot Lips Hannigan)
3. La Piscine (The Swimming Pool)
4. Pas besoin d'aide (No Help Wanted)
5. Dédoublement de personnalité (The Split Personality)
6. Cascadeur (The Monster From the Tar Pits)
7. Les baby-sitters (The Babysitters)
8. Jour de course (At the Races)
9. La Bague de fiançailles (The Engagement Ring)
10. Hollyrock, me voilà ! (Hollyrock, Here I Come)
11. La Champion de golf (The Golf Champion)
12. Le Billet de loterie (The Sweepstake Ticket)
13. Le Drive-in (The Drive-In)
14. Le Rôdeur (The Prowler)
15. Le Parc d'attraction (The Girls Night out)
16. Le Cours de danse (Arthur Quarry's Dance Class)
17. Le Braquage (The Big Bank Robbery)
18. La Chasse au dinosaure (The Snorkasaurus Haunters)
19. Le Piano (The Hot Piano)
20. L'Hypnotiseur (The Hypnotist)
21. Lettres d'amour (Love Letters on the Rocks)
22. Le Sosie (The Tycoon)
23. Les Astronautes (The Astr'Nuts)
24. Un long week-end (The Long, Long Weekend)
25. Les Mains dans la farine (In the Dough)
26. Scout toujours (The Good Scout)
27. Chambres à louer (Rooms for Rent)
28. La Star du régime (Fred Flintstone: Before and After)

## Deuxième saison (1961-1962)
1. Le Musicien (The Hit Song Writers)
2. Le Western (Droop Along Flintstone)
3. Le Bus mystère (The Missing Bus)
4. Drôle de voisin (Alvin Brickrock Presents)
5. Secondes noces (Fred Flintstone Woos Again)
6. Le Chanteur (The Rock Quarry Story)
7. C'est qui le boss ? (The Soft Touchables)
8. Fred à l'école ( Flintstone or Prinstone)
9. Petit mensonge entre amis (The Little White Lie)
10. Le Bal de l'ambassadeur (Social Climbers)
11. Le Concours de beauté (The Beauty Contest)
12. Le Bal masqué (The Masquerade Ball)
13. Le Pique-nique ( The Picnic)
14. La Cohabitation (The House Guest)
15. Histoire de radio (The X-Ray Story)
16. Le Joueur (The Gambler)
17. Une étoile très filante (A Star is Almost Born)
18. Un chevalier servant (The Entertainer)
19. Le Panier percé (Wilma's Vanishing Money)
20. La Zizanie (Feudin' and Fussin')
21. Le Joyeux farceur (Impractical Joker)
22. Tout pour le sport (Operation Barney)
23. La Ménagère heureuse (The Happy Household)
24. Une soirée inoubliable (Fred Strikes Out)
25. Le Pique-assiette (This is Your Lifesaver)
26. Voleur et bigame (Trouble In Law)
27. La Lettre de démission (The Mailman Cometh)
28. Ballade à Pierre-Vegas (The Rock Vegas Caper)
29. Le prix, c'est le prix (Divided We Sail)
30. Le Kleptomane (Kleptomania Caper)
31. L'Amour toujours (Latin Lover)
32. Le Jeu (Take me Out to the Ball Game)

## Troisième saison (1962-1963)
1. Ballade à Holly-Pierre (Dino Goes Hollyrock)
2. Fred prend du galon (Fred's New Boss)
3. Barney est invisible (Barney the Invisible)
4. Pierrafeux perd la boule (The Bowling Ballet)
5. La Siouxe (The Twitch)
6. Week-end à Stone Mountain (Here's Snow In Your Eyes)
7. Le petit rapporteur (The Buffalo Convention)
8. Le Petit invité (The Little Stranger)
9. Bébé Barney (Baby Barney)
10. Fred fait son Cinéma (Hawaiian Escapade)
11. La Journée de la femme (Ladies' Day)
12. Rage de dents (Nothing But the Tooth)
13. Retour à l'école (High School Fred)
14. "S" comme Suspicion (Dial "S" for Suspicion)
15. Fred photographe (Flashgun Freddie)
16. Le Gentlemen Cambrioleur (The Kissing Burglar)
17. Wilma, bonne à tout faire (Wilma, the Maid)
18. Le Héros (The Hero)
19. Une Surprise de taille (The Surprise)
20. Belle maman (Mother-In-Law's Visit)
21. Grand-Mère Dynamite (Foxy Grandma)
22. Une augmentation méritée (Fred's New Job)
23. Un heureux événement (Dress Rehearsal)
24. Fred s'improvise Nounou (Carry on, Nurse Fred)
25. Barney ventriloque (Ventriloquist Barney)
26. Le Grand chambardement (The Big Move)
27. Nos amis Suédois (Swedish Visitors)
28. L'anniversaire (The Birthday Party)

## Quatrième saison (1963-1964)
1. Anne Margrock présente (Ann-Margrock Presents)
2. Un mariage cauchemardesque (Groom Gloom)
3. L'Adoption de Boum Boum (Little Bamm-Bamm)
4. La Fugue de Dino (Dino Disappears)
5. Les Singeries de Fred (Fred's Monkeyshines)
6. Les Cailloux du cantonnier (The Flintstone Canaries)
7. Colle extraforte (Glue for Two)
8. Fred le champion (Big League Freddie)
9. Les Faussaires (Old Lady Betty)
10. Lavage de cerveau (Sleep on, Sweet Fred)
11. Agathe la kleptomane (Kleptomaniac Pebbles)
12. Le Concours de beauté (Daddy's Little Beauty)
13. Les Papas anonymes (Daddies Anonymous)
14. La Caméra cachée (Peek-a-Boo Camera)
15. Une histoire de lâche (Once Upon a Coward)
16. Alerte aux extraterrestres (Ten Little Flintstones)
17. Fred El Terrifico (Fred El Terrifico)
18. L'Héritage de Fred (Bedrock Hillbillies)
19. Le Lion des Caillou (Flintstone and the Lion)
20. Le Jamboree (Cave Scout Jamboree)
21. Chambre pour deux (Room for Two)
22. La curiosité est un vilain défaut (Ladies Night at the Lodge)
23. Souriez, vous êtes filmés (Reel Trouble)
24. Le Fils de Rockzilla (Son of Rockzilla)
25. Souvenirs, souvenirs (Bachelor Daze)
26. Changement de rôle (Operation Switchover)

## Cinquième saison (1964-1965)
1. Et hop ! (Hop Happy)
2. Le cobaye (Monster Fred)
3. Tout petit Fred (Itty Bitty Freddy)
4. L'anniversaire de Pépite (Pebbles' Birthday Party)
5. Rodéo à Caillouville (Bedrock Rodeo Round-up)
6. Un vrai conte de fée (Cinderella Stone)
7. L'héritage des Pierrafeu (A Haunted House is not a Home)
8. Le docteur Sinistre (Dr. Sinister)
9. De nouveaux voisins (The Gruesomes)
10. Le concours du plus beau bébé (The Most Beautiful Baby in Bedrock)
11. Dino et Juliette (Dino and Juliet)
12. Le roi de la nuit (King for a Night)
13. Indianapierrolis 500 (Indianrockolis 500)
14. Une partie de pêche (Adobe Dick)
15. Un rêve de Noël (Christmas Flintstone)
16. Fred apprend à voler (Fred's Flying Lesson)
17. Une voiture très prisée (Fred's Second Car)
18. La machine à remonter le temps (Time Machine)
19. Les squatteurs (The Hatrocks and the Gruesomes)
20. Le concierge (Moonlight and Maintenance)
21. Shérif d'un jour (Sheriff for a Day)
22. Rodéo à Texarock (Deep in the Heart of Texarock)
23. La ballade en Rolls (The Rolls Rock Caper)
24. Supercaillou (Superstone)
25. Fred débute au cinéma (Fred Meets Hercurock)
26. Fred fait du surf (Surfin' Fred)

## Sixième saison (1965-1966)
1. Ex-futures vedettes de cinéma (No Biz Like Show Biz)
2. A belle-maman, belle maison (The House That Fred Built)
3. Le retour de Stony Curtis (The Return of Stony Curtis)
4. Trouble au tribunal (Disorder in the Court)
5. Fred fait son cirque (Circus Business)
6. Samantha (Samantha)
7. Grand Gazoo (The Great Gazoo)
8. La longue sieste (Rip Van Flintstone)
9. Le roi de la tarte (The Gravelberry Pie King)
10. La farce (The Stonefinger Caper)
11. Le bal costumé (The Masquerade Party)
12. La danse (Shinrock A-Go-Go)
13. Les ruines royales (Royal Rubble)
14. L'ami clone (Seeing Doubles)
15. Comment se fâcher avec sa femme sans le vouloir (How to Pick a Fight With Your Wife Without Really Trying)
16. Fred pique une crise (Fred Goes Ape)
17. Un long long week-end (The Long, Long, Long Weekend)
18. Deux hommes sur un dinosaure (Two Men on a Dinosaur)
19. Le trésor de la Sierra Maboule (The Treasure of Sierra Madrock)
20. Romeroc et Juliette Silex (Curtain Call at Bedrock)
21. Patron d'un jour (Boss for a Day)
22. L'île Pierrafeu (Fred's Island)
23. Jalousie (Jealousy)
24. Le goutte à goutte (Dripper)
25. C'est mon Fred (My Fair Freddy)
26. L'histoire des raiders (The Story of Rocky's Raiders)